# Stanisław Zachariasiewicz (dziennikarz)
Stanisław Abgaro Zachariasiewicz (ur. 16 października 1891, zm. 9 marca 1944) – polski dziennikarz, redaktor.

## Życiorys
Stanisław Abgaro Zachariasiewicz urodził się 16 października 1891 w rodzinie pochodzenia ormiańskiego. Był synem Wacława i Franciszki z Dujanowiczów. Jego ciotką była działaczka narodowa i społeczna Zofia Voglowa. Bratem jego pradziadka był poseł na Sejm Krajowy Galicji i wiceprezydent Lwowa – Marceli Madeyski. Ze strony ojca bratem jego pradziadka był biskup Franciszek Zachariasiewicz.
Po odzyskaniu przez Polskę niepodległości w okresie II Rzeczypospolitej był dziennikarzem i redaktorem. Podczas walk o granice Polski w latach 1918-1920 był korespondentem wojennym. Jego wspomnienia wojenne ukazały się w formie książki pt. Krwią i orężem.
Na początku lat 20. był redaktorem odpowiedzialnym „Gazety Lwowskiej”. Od 1 lutego 1922 był redaktorem naczelnym dziennika „Goniec Krakowski”. Później pracował we Lwowie, gdzie był redaktorem naczelnym dziennika „Gazeta Poranna”. Od stycznia 1936 do sierpnia 1939 był redaktorem naczelnym czasopisma „Wschód”. W tych latach kierował też redakcją Prasowej Agencji Informacyjnej „Wschód”. Był prezesem Zrzeszenia Dziennikarzy Ziem Południowo-Wschodnich.
Dwukrotnie został odznaczony Złotym Krzyżem Zasługi: w 1934 i w 1938.
Po wybuchu II wojny światowej przedostał się do Rumunii. Tam do końca życia był redaktorem Tajnego Komunikatu Informacyjnego Zmarł 9 marca 1944. Został pochowany na cmentarzu w Krajowej.
11 września 1920 ożenił się w kościele św. Marii Magdaleny we Lwowie ze Stefanią Amalią Toruń. Miał z nią syna i córkę. Jego szwagrem był Władysław Toruń.